# The War Boys
The War Boys je americký hraný film z roku 2009, který režíroval Ronald Daniels. Film zachycuje život tří mladíků na americko-mexické hranici.

## Děj
David, George a Greg pocházejí z malého pohraničního města v Novém Mexiku. Kamarádí spolu už od střední školy a ve svém volném čase po nocích sledují americko-mexickou hranici a pomáhají policii honit nelegální přistěhovalce. David se vrátil z 1. ročníku vysoké školy a všichni tři vymyslí plán, jak přijít k penězům. Ukradnou kamion se zbožím, které patři firmě Davidova otce. Tím se ovšem nechtěně zapletou do nelegálního obchodu s pašováním lidí.

## Obsazení
| Victor Rasuk    | Greg         |
| Brian J. Smith  | George       |
| Benjamin Walker | David Welch  |
| Peter Gallagher | Slater Welch |
| Micaela Nevárez | Marta        |
| Teresa Yenque   | Maria        |
| Cheyenne Serano | Cat          |